# Desognanops
Desognanops is een monotypisch geslacht van spinnen uit de  familie van de Trochanteriidae.

## Soort
- Desognanops humphreysi Platnick, 2008